# Паэс де Лима, Эвералдо
Эвералдо Паэс де Лима (порт.-браз. Everaldo Paes de Lima; 14 марта 1918, Белен (Пара) — 27 июля 1964, Рио-де-Жанейро), более известный под именем Веве́ (порт.-браз. Vevé) — бразильский футболист, левый нападающий.

## Карьера
Веве начал карьеру в клубе «Ремо». Оттуда он перешёл в «Галисию», где провёл 3 сезона. С клубом футболист выиграл чемпионат штата Баия в 1941 году. Летом того же года Веве перешёл во «Фламенго», в составе которого дебютировал 15 июня в матче с «Канто до Рио», в котором забил один из четырёх безответных голов своей команды. Годом позже игрок помог клубу выиграть чемпион штата Рио-де-Жанейро, а затем ещё дважды повторить этот успех. Веве выступал за «Фламенго» до 1948 года, проведя, в общей сложности, 211 матчей (122 победы, 39 ничьих и 50 поражений) и забил 94 гола, по другим данным — 209 игр (120 побед, 39 ничьих и 50 поражений) и забил 93 гола. Последним матч в составе клуба нападающий провёл 21 ноября 1948 года против «Флуминенсе», в котором его команда победила 2:1. Завершил карьеру Веве из-за хронической травмы левого колена.
В составе сборной Бразилии Веве участвовал в двух чемпионатах Южной Америки: в 1945 и 1946 году, но на втором турнире на поле не выходил. Дважды он получал серебряные медали этих первенств.
Веве умер в возрасте 46 лет из-за последствий чрезмерного употребления алкоголя.

### Международная статистика
| Матчи Веве за сборную Бразилии | Матчи Веве за сборную Бразилии | Матчи Веве за сборную Бразилии | Матчи Веве за сборную Бразилии | Матчи Веве за сборную Бразилии | Матчи Веве за сборную Бразилии | Матчи Веве за сборную Бразилии |
| ------------------------------ | ------------------------------ | ------------------------------ | ------------------------------ | ------------------------------ | ------------------------------ | ------------------------------ |
| №                              | Дата                           | Место проведения               | Оппонент                       | Счёт                           | Голы                           | Турнир                         |
| 1                              | 18 января 1945                 | Сантьяго                       | Колумбия                       | 3:0                            | —                              | Чемпионат Южной Америки        |

## Достижения
- Чемпион штата Баия: 1941
- Чемпион штата Рио-де-Жанейро: 1942, 1943, 1944